# Qualificazioni al campionato europeo femminile di pallavolo 2007
Le qualificazioni per il campionato europeo femminile di pallavolo 2007, le cui fasi finali si sono tenute in Belgio e Lussemburgo, si sono svolte tra il mese di maggio e settembre 2006. Hanno partecipato 26 squadre nazionali europee.
Dopo il primo turno, le squadre sono state divise in 5 gruppi da 4: le vincenti di ogni girone sono state ammesse agli europei mentre le seconde classificate hanno disputato i play-off. In totale 9 squadre hanno ottenuto la qualificazione.

## Squadre partecipanti
| - Austria - Bielorussia - Bosnia ed Erzegovina - Bulgaria - Croazia - Finlandia - Francia | - Georgia - Germania - Grecia - Israele - Lettonia - Lussemburgo | - Moldavia - Norvegia - Portogallo - Rep. Ceca - Romania - Serbia e Montenegro | - Slovacchia - Slovenia - Spagna - Svezia - Ucraina - Ungheria |

## Prima fase

### Squadre partecipanti
- Israele
- Norvegia

### Qualificata alla seconda fase
- Israele

## Seconda fase

### Squadre partecipanti
| - Austria - Bielorussia - Bosnia ed Erzegovina - Bulgaria - Croazia - Finlandia | - Francia - Georgia - Germania - Grecia - Israele - Lettonia | - Lussemburgo - Moldavia - Portogallo - Rep. Ceca - Romania - Serbia e Montenegro | - Slovacchia - Slovenia - Spagna - Svezia - Ucraina - Ungheria |

### Gironi
| Girone A                      | Girone B                           | Girone C                          | Girone D                               | Girone E                                           | Girone F                                         |
| ----------------------------- | ---------------------------------- | --------------------------------- | -------------------------------------- | -------------------------------------------------- | ------------------------------------------------ |
| Grecia Moldavia Spagna Svezia | Austria Rep. Ceca Ucraina Ungheria | Francia Georgia Germania Lettonia | Bulgaria Israele Portogallo Slovacchia | Finlandia Lussemburgo Serbia e Montenegro Slovenia | Bielorussia Bosnia ed Erzegovina Croazia Romania |

### Qualificate agli europei
- Bulgaria
- Croazia
- Germania
- Rep. Ceca
- Serbia e Montenegro
- Spagna

### Qualificate alla terza fase
- Bielorussia
- Francia
- Grecia
- Slovacchia
- Slovenia
- Ucraina

## Terza fase

### Squadre partecipanti
- Bielorussia
- Francia
- Grecia
- Slovacchia
- Slovenia
- Ucraina

### Qualificate agli europei
- Bielorussia
- Francia
- Slovacchia

## Tutte le squadre qualificate
- Belgio (paese organizzatore)
- Polonia (1º posto nel campionato europeo 2005)
- Italia (2º posto nel campionato europeo 2005)
- Russia (3º posto nel campionato europeo 2005)
- Azerbaigian (4º posto nel campionato europeo 2005)
- Paesi Bassi (5º posto nel campionato europeo 2005)
- Turchia (6º posto nel campionato europeo 2005)
- Spagna (1º posto nel torneo qualificazione Girone A)
- Rep. Ceca (1º posto nel torneo qualificazione Girone B)
- Germania (1º posto nel torneo qualificazione Girone C)
- Bulgaria (1º posto nel torneo qualificazione Girone D)
- Serbia (1º posto nel torneo qualificazione Girone E)
- Croazia (1º posto nel torneo qualificazione Girone F)
- Bielorussia (Spareggio)
- Slovacchia (Spareggio)
- Francia (Spareggio)